# Brutti ma buoni
Les brutti ma buoni ou bruttiboni sont des biscuits secs italiens produits dans la région de Prato, en Toscane. Ils sont aussi appelés bruttiboni ou « amande de San Clemente » (mandorlati di San Clemente).  À base de noisettes ou d'amandes et de blancs d'œufs en neige, leur nom, qui signifie littéralement « laids mais bons », leur vient de leur forme irrégulière.
Il s'agit d'une sucrerie typique de Prato et d'ailleurs, souvent vendue avec des biscuits de Prato. Ils sont la plupart du temps parfumés avec de l'amande amère et du citron, façonnés en boules inégales puis cuits au four sur plaque mince. Ils peuvent contenir des noisettes en plus des amandes. Dans certaines recettes, ils sont saupoudrés de sucre glace.